# Cúper

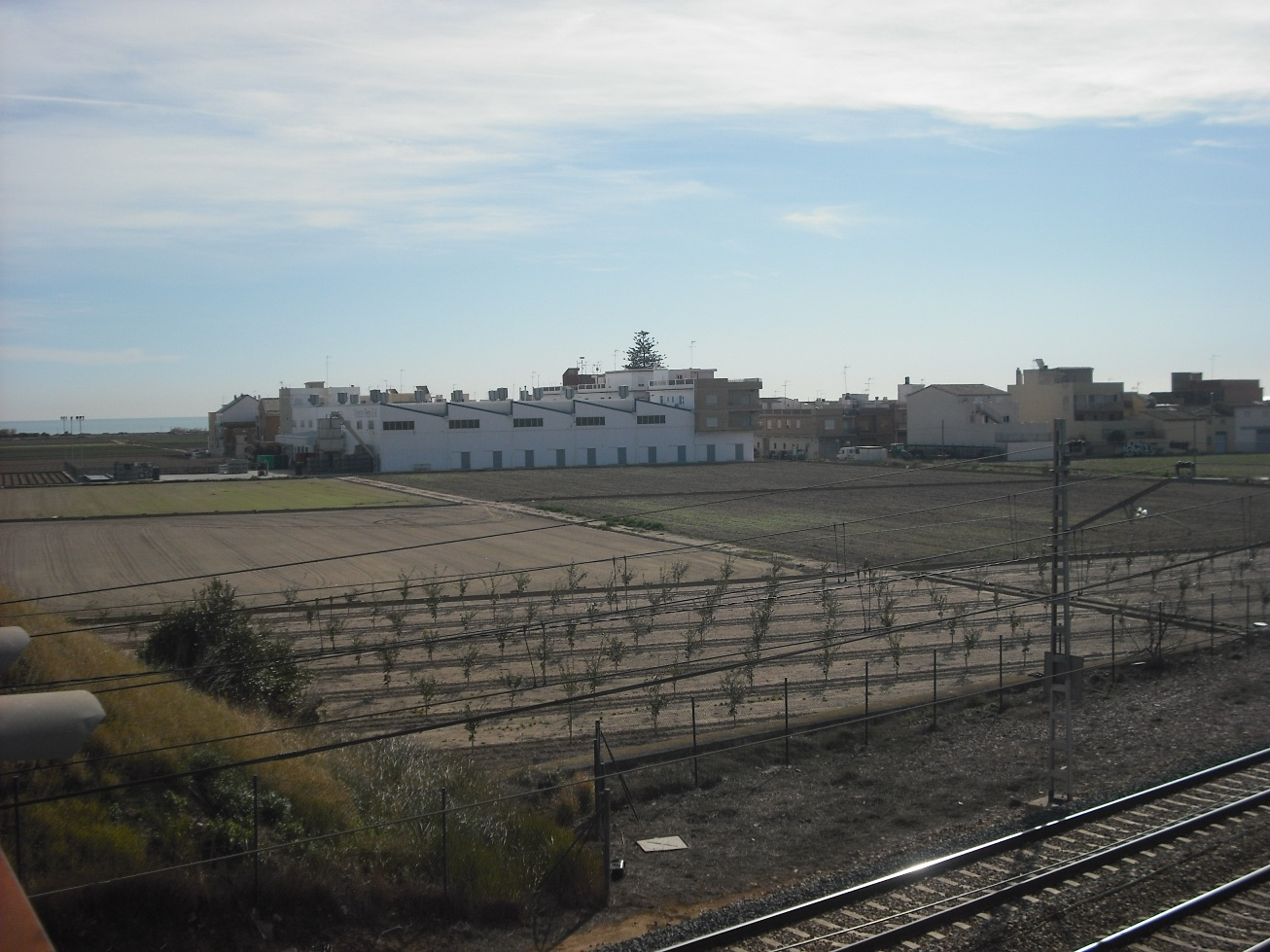
Vista de la pedania des del pont del ferrocarril

Cúper (també escrit Cúiper anteriorment) és un llogaret del municipi de Foios (Horta Nord, País Valencià), va ser una antiga colònia agrícola, declarada el 1882, sota el domini de la família dels Guerrero. Està situat a 500 m de la mar i al costat del nucli de Roca o l'Alqueria de Roca, llogaret del municipi de Meliana, amb qui forma el nucli de Roca-Cúper.
Antigament hi existí una ermita dedicada a la Mare de Déu dels Desemparats. També va tenir escola. Actualment conserva la font i un pi o avet molt alt, visible des de bona part de la comarca. A Cúper trobem el magatzem de Vicente Peris, famós per la qualitat dels seus melons.